# خشم (فیلم ۲۰۰۹)
خشم (به انگلیسی: Rage) فیلمی محصول سال ۲۰۰۹ و به کارگردانی سالی پاتر است. در این فیلم بازیگرانی همچون جود لا، جودی دنچ، دایان ویست، استیو بوشمی، جان لگویزمائو، لی‌لی کول، ادی ایزارد، ریز احمد، باب بالابان، پاتریک جی. آدامز، دیوید اویلوو، آدریانا بارازا، سیمون آبکاریان و یاکوب سیدرگرین ایفای نقش کرده‌اند.